# Pteroclava crassa
Pteroclava crassa is een hydroïdpoliep uit de familie Cladocorynidae. De poliep komt uit het geslacht Pteroclava. Pteroclava crassa werd in 1893 voor het eerst wetenschappelijk beschreven door Pictet. 